# Vlastimil Karal
Vlastimil Karal (26 aprile 1983) è un calciatore ceco, centrocampista del FC Hradec Králové.

## Carriera
Ha giocato nella prima divisione ceca.